# 정지수
정지수(2003년 11월 22일 ~ )는 대한민국의 배우이자 가수이다.

## 학력
- 남사중학교 졸업
- 리라아트고등학교 졸업
- 성균관대학교 재학

## 가수 활동
- 버스터즈 (2017년 ~ 2020년)

## 출연 작품

### 드라마
| 연도 | 방송       | 제목               | 역할   | 비고  |
| ---- | ---------- | ------------------ | ------ | ----- |
| 2021 | 치즈필름   | 편의점 진상 알바   | 여고생 |       |
| 2021 | 치즈필름   | 여사친이 너무 많아 | 지수   |       |
| 2021 | SBS        | 아머드사우루스     | 세나   |       |
| 2025 | U+모바일tv | 퍼스트 러브        | 최봉희 | 6부작 |